# Resolutie 1507 Veiligheidsraad Verenigde Naties
Resolutie 1507 van de Veiligheidsraad van de Verenigde Naties werd unaniem door de VN-Veiligheidsraad aangenomen op 12 september 2003 en verlengde de waarnemingsmissie op de Ethiopisch-Eritrese grens.

## Achtergrond
Na de Tweede Wereldoorlog werd Eritrea bij Ethiopië gevoegd als een federatie. In 1962 maakte keizer Haile Selassie er een provincie van, waarop de Eritrese Onafhankelijkheidsoorlog begon. In 1991 bereikte Eritrea na een volksraadpleging die onafhankelijkheid. Er bleef echter onenigheid over een aantal grensplaatsen. In 1998 leidde een grensincident tot een oorlog waarbij tienduizenden omkwamen. Pas in 2000 werd een akkoord bereikt en een 25 kilometer brede veiligheidszone ingesteld die door de UNMEE-vredesmacht werd bewaakt. Een gezamenlijke grenscommissie wees onder meer de stad Badme toe aan Eritrea, maar jaren later werd het gebied nog steeds door Ethiopië bezet.

## Inhoud

### Waarnemingen
Het vredesproces tussen Ethiopië en Eritrea was in de cruciale fase van de grensafbakening beland. Het was van belang dat de grensbeslissing werd nageleefd terwijl de stabiliteit er werd bewaard. De humanitaire situatie in de twee landen bleef wel tot zorgen baren en kon gevolgen inhouden voor het vredesproces. Verdere zorg was er over het gestegen aantal invallen in de tijdelijke veiligheidszone langs de grens en de incidenten met en plaatsing van mijnen.

### Handelingen
Het mandaat van de UNMEE-waarnemingsmissie werd verlengd tot 15 maart 2004. De Veiligheidsraad riep op de grensafbakening zoals gepland aan te vangen. Ethiopië en Eritrea werden opgeroepen de beslissingen en bevelen van de grenscommissie op te volgen, samen te werken met de UNMEE-missie en ook de vredesdialoog voort te zetten.

## Verwante resoluties
- Resolutie 1434 Veiligheidsraad Verenigde Naties (2002)
- Resolutie 1466 Veiligheidsraad Verenigde Naties
- Resolutie 1531 Veiligheidsraad Verenigde Naties (2004)
- Resolutie 1560 Veiligheidsraad Verenigde Naties (2004)

Lijst ·  1455 ·  1456 ·  1457 ·  1458 ·  1459 ·  1460 ·  1461 ·  1462 ·  1463 ·  1464 ·  1465 ·  1466 ·  1467 ·  1468 ·  1469 ·  1470 ·  1471 ·  1472 ·  1473 ·  1474 ·  1475 ·  1476 ·  1477 ·  1478 ·  1479 ·  1480 ·  1481 ·  1482 ·  1483 ·  1484 ·  1485 ·  1486 ·  1487 ·  1488 ·  1489 ·  1490 ·  1491 ·  1492 ·  1493 ·  1494 ·  1495 ·  1496 ·  1497 ·  1498 ·  1499 ·  1500 ·  1501 ·  1502 ·  1503 ·  1504 ·  1505 ·  1506 ·  1507 ·  1508 ·  1509 ·  1510 ·  1511 ·  1512 ·  1513 ·  1514 ·  1515 ·  1516 ·  1517 ·  1518 ·  1519 ·  1520 ·  1521